# Protarchus heros
Protarchus heros är en stekelart som först beskrevs av Holmgren 1857.  Protarchus heros ingår i släktet Protarchus och familjen brokparasitsteklar. Arten är reproducerande i Sverige. Inga underarter finns listade i Catalogue of Life.